# Qeleshe

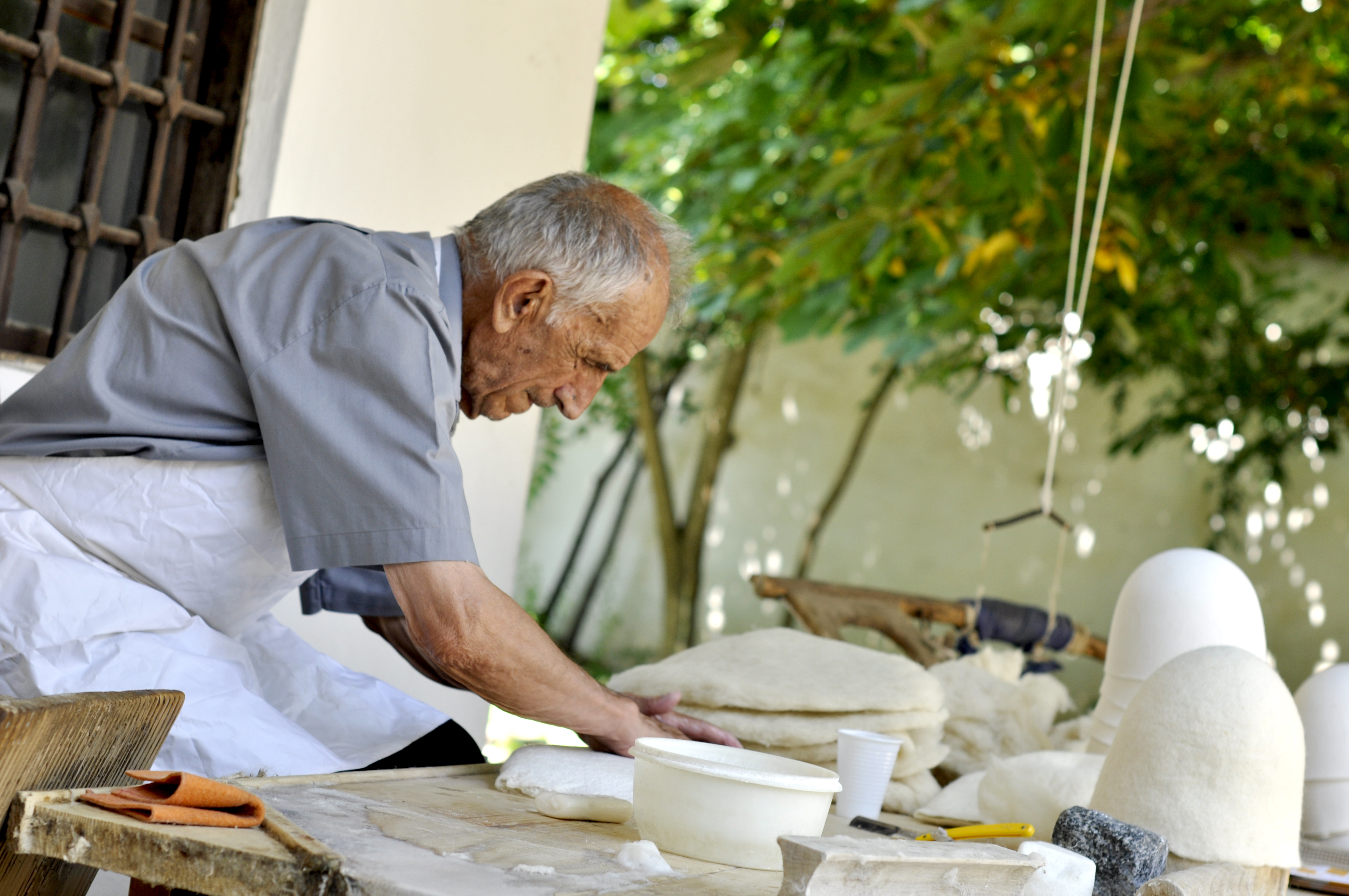
Qeleshekészítő mester munkában

A qeleshe (határozatlan alak, határozott alakban qeleshja), qylah (hat. qylahu) vagy plis (hat. plisi) hagyományos albán népviseletdarab, férfiak által viselt, fehér nemezből készült, perem nélküli kerek süveg.

## Története és táji változatai
A qeleshe-típusú fejfedők előképei a Földközi-tenger keleti medencéjéből kimutathatóak már ókori ábrázolásokon is, és a középkortól több balkáni nép férfiai használtak hasonló süvegeket. A kifejezetten albán típusú, félgömb alakú qeleshe egyik első képi ábrázolása Georg Greflinger 1648-as metszetéről ismert, amelyen a két évszázaddal korábban élt albán hadvezért, Moisi Golemit ábrázolta ilyen fejfedőben. A tény azonban, hogy a qeleshe-típusú férfi fejviselet a 15. században albán földről Itáliába és görög földre kirajzott albánok körében is ismert volt, arra utal, hogy a 17. századinál mindenképpen régebbi viseletdarabról van szó, de korábban színe a feltevések szerint piros lehetett. A 18–19. századok során a qeleshe leírásai és ábrázolásai megsokasodtak, és erre az időszakra az albánok lakta vidékeken általánosan elterjedt. Fehér színű változatát végül az albánok nemzeti függetlenségéért harcoló Prizreni Liga megalakításakor (1878) sajátosan albán nemzeti viseletnek kiáltottak ki. A qeleshe használata a 20. század közepéig általánosnak volt mondható még a fővárosban, Tiranában is, de vidéken ezt követően is évtizedekig hordták a férfiak.
Alakját tekintve vidékenként többféle változata ismert. Így például az Albán-Alpok hegyvidéki népének qeleshéje egészen félgömb alakú, míg északkeleten, Kukës és Dibra vidékén, valamint Közép-Albániában, a Mat völgyében és Tirana környékén a magasabb kialakítású kúp alakú sapkák, valamint lapos tetejű, csonkakúp alakú vagy török hatásra, a fezhez hasonló hengeres alakú qeleshék egyaránt dívtak. Dél-Albániában már az akár magasított, akár lapos, de puhább anyagú takije volt a jellemző fejfedő, amelynek csúcsához többnyire egyszerű nemezcsíkot is illesztettek. Ezt a Myzeqeja síkján nem nemezből, hanem pamutból készítették. A tehetősebbek a szintén nemezből készült, de fekete qeleshét hordták.